# 新海史子
新海 史子（しんかい ふみこ、1987年3月5日 - ）は、新潟県新潟市出身のフリーアナウンサー。元新潟放送の女性アナウンサー。学生時代から仙台SOSモデルエージェンシーに所属し、宮城県仙台市を拠点にプロアイススケーター、モデル、ローカルタレントとして活動していた。

## 来歴
新潟県生まれ。新潟FCに所属し、6歳からスケートを始めた。
高校から仙台市に移り住み、勝山フィギュアクラブに所属。大学も仙台の東北学院大学に進学した。
2004年（平成16年）インターハイBクラスで6位、2006年（平成18年）インターハイ カレッジ団体で9位に入賞。国体には新潟県枠で出場。20歳でプロに転向し、21歳まで海外のアイスショーにて活動した。22歳で引退し、新潟県柏崎市などで後進の指導にあたっていた。
2010年（平成22年）1月より、仙台放送『スポルたん!LIVE』のアシスタントMCとしてレギュラー出演した。3月には、海外のアイスショー出演のための休学期間を含め、5年かけて大学を卒業した。4月6日には、宮城県警・仙台北警察署の一日署長を委嘱され、街頭で交通安全を訴えた。
2011年（平成23年）4月に新潟放送 (BSN) へ入社し、アナウンサーとなった。
2022年（令和4年）3月末を以って、11年間在籍した新潟放送（BSN）を退社した。

## 出演

### 新潟放送時代
テレビ
- BSN NEWS ゆうなび
- BSN水曜見ナイト

ラジオ
- 新海史子のLINK（2014年4月～）

### 仙台時代
テレビ
- 仙台放送『スポルたん!LIVE』（2010年1月16日～） … アシスタントMC
- TBS系列『キズナ食堂』（2009年11月28日） … 仙台美人のコーナーに出演
- 青森放送『ELM TV』
- J:COM仙台キャベツ『mixサラダ』

CM
- ジャスコ（東北6県）
- エルムの街（青森県）
- イオン盛岡南ショッピングセンター（岩手県）
- Sendai Winter Park（宮城県）
- パレスへいあん（宮城県）
- 山形日産自動車（山形県）
- アンジェリーナ（山形県）

広告・雑誌
- ハイウェイウォーカー（東北6県）
- 東北じゃらん（東北6県）
- 東北薬科大学（東北6県）
- エルムの街（青森県）
- 八戸工業大学第二高等学校（青森県）
- イオン盛岡南ショッピングセンター（岩手県）
- COLOR（宮城県）
- 河北アルファ（宮城県）
- ハーレーダビッドソン（秋田県）
- 山形日産（山形県）